# Кристалло
Кристалло (итал.  Cristallo) — гора в Доломитовых Альпах в итальянской области Венеция.

## Описание
Вершина Доломитовых Альп (3221 м), возвышающаяся над котловиной Кортины внушительной стеной. На северной стороне, с видом на долину Ландро, находится небольшой ледник. Гора является частью группы, ограниченной рекой Бойте и дорогой, которая от Кортины идёт вверх к Пассо-Тре-Крочи, проходит вдоль озера Мизурина и достигает Карбонина (Ландро).